# Polypodiaceae
Ver Pteridophyta para una introducción a las plantas vasculares sin semilla
Las polypodiáceas (nombre científico Polypodiaceae) son una familia de helechos del orden Polypodiales, en la moderna clasificación de Christenhusz et al. 2011 basada en su predecesor sistema de Smith et al. (2006).

## Taxonomía
Introducción teórica en Taxonomía
La clasificación más actualizada es la de Christenhusz et al. 2011 (basada en Smith et al. 2006, 2008); que también provee una secuencia lineal de las licofitas y monilofitas.
- Familia 48. Polypodiaceae J.Presl & C.Presl, Delic. Prag.: 159 (1822). Sinónimos: Grammitidaceae Newm., Hist. Brit. Ferns: 7 (1840). Gymnogrammitidaceae Ching en Acta Phytotax. Sin. 11: 12 (1966). Loxogrammaceae Ching ex Pic.Serm. en Webbia 29: 11 (1975). Drynariaceae Ching en Acta Phytotax. Sin. 16: 19 (1978). Platyceriaceae Ching en Acta Phytotax. Sin. 16: 18 (1978). Pleurisoriopsidaceae Kurita & Ikebe ex Ching en Acta Phytotax. Sin. 16: (1978).

50–80 géneros (64 aceptados aquí tentativamente). Referencias: Janssen & Schneider (2005), Kreier  et al. (2008), Labiak et al. (2010a, b), Otto et al. (2009), Parris (2007), Ranker (2004), Schneider et al. (2004a, c, 2006a, b, 2008, 2010), Smith et al. (2006b), Wang et al. (2010a, b).
- -     -       - Subfamilia 48a. Loxogrammoideae H.Schneid., subfam. nov.  (Dictymia, Loxogramme). Basónimo: Loxogrammaceae Ching ex Pic. Serm., Webbia 29: 11 (1974). Tipo: Loxogramme.

- -     -       - Subfamilia 48b. Drynarioideae Crabbe, Jermy & Mickel, Fern Gaz. 11: 156 (1975). (Aglaomorpha, Arthromeris, Christiopteris, Drynaria, Gymnogrammitis, Paraselliguea, Phymatopteris, Polypodiopteris, Selliguea).

Nota: Esta familia incluye a los helechos drynarioides y selligueoides. El número de géneros de ambos grupos todavía es incierto. Sólo reconocemos a los géneros que son ampliamente aceptados.
- -     -       - Subfamilia 48c. Platycerioideae B.K.Nayar, Taxon 19: 233 (1970). (Platycerium, Pyrrosia ).

- -     -       - Subfamilia 48d. Microsoroideae B.K.Nayar, Taxon 19: 233 (1970), como ‘Microsorioideae’. Sinónimo: Lepisoroideae Ching, Acta Phytotax. Sin.  16: 17 (1978), como ‘Lepisorioideae’. (Dendroconche, Goniophlebium, Kaulinia, Kontumia, Lecanopteris, Lemmaphyllum, Lepisorus, Lepidomicrosorium, Leptochilus, Microsorum, Neocheiropteris, Neolepisorus, Paragramma, Phymatosorus, Podosorus, Thylacopteris, Tricholepidium).

Nota: El estado de muchos géneros de este grupo es controvertido (Kreier et al. 2008). El género Microsorum es polifilético y deberá ser dividido en géneros naturales en el futuro. El género monotípico Kontumia es tentativamente asignado a los helechos microsoroides y no a los selligueoides como sugerido por Wu et al. (2005). Esta decisión está basada en las escamas del rizoma observadas por P. Hovenkamp (Leiden) que estudió el material tipo. Actualmente nos faltan secuencias de ADN para confirmar esta relación.
- -     -       - Subfamilia 48e. Polypodioideae B.K.Nayar, Taxon 19: 234 (1970). Sinónimo: Pleopeltidoideae B.K.Nayar, Taxon 19: 234 (1970). (Campyloneurum, Microgramma, Niphidium, Pecluma, Phlebodium, Pleopeltis, Pleurosoriopsis, Polypodium, Serpocaulon, Synammia, y los grammítidos: Acrosorus, Adenophorus, Calymmodon, Ceradenia, Chrysogrammitis, Cochlidium, Ctenopterella, Dasygrammitis, Enterosora, Grammitis, Lellingeria, Leucostrichum, Luisma, Melpomene, Micropolypodium, Oreogrammitis, Prosaptia (incl. Ctenopteris), Radiogrammitis, Scleroglossum (incl. Nematopteris), Terpsichore, Themelium, Tomophyllum, Xiphopterella, Xiphoteris, Zygophlebia).

Nota: El número de géneros de los helechos grammítidos todavía no está fijo. Un grupo de investigación bajo el liderazgo del Dr. Tom Ranker actualmente está estudiando este complejo.

### ClasificaciónsensuSmithet al.2006
Ubicación taxonómica:
Plantae (clado), Viridiplantae, Streptophyta, Streptophytina, Embryophyta, Tracheophyta, Euphyllophyta, Monilophyta, Clase Polypodiopsida, Orden Polypodiales, Familia Polypodiaceae.
Incluido Drynariaceae, Grammitidaceae (grammítidos), Gymnogrammitidaceae, Loxogrammaceae, Platyceriaceae, Pleurisoriopsidaceae.
Cerca de 56 géneros, cerca de 1200 especies. Entre los géneros se encuentran:
- Acrosorus
- Adenophorus (Ranker et al. 2003)
- Aglaomorpha incl. Photinopteris, Merinthosorus, Pseudodrynaria, Holostachyum; Janssen et Schneider 2005)
- Arthromeris
- Belvisia
- Calymmodon
- CampyloneurumK. Presl
- Ceradenia
- Christiopteris (Kreier y Schneider,  2006)
- Chrysogrammitis
- Cochlidium
- Colysis
- Ctenopteris (Ranker et al. 2004)
- Dicranoglossum
- Dictymia
- Drynaria (Janssen y Schneider 2005)
- Enterosora
- Goniophlebium sensu lato
- Grammitis (Ranker et al. 2004)
- Lecanopteris (Haufler et al. 2003)
- Lellingeria
- Lemmaphyllum
- Lepisorus (incl. Platygyria), (J. Sm.) Ching
- Leptochilus
- Lomaria
- Loxogramme (incl. Anarthropteris, Kreier y Schneider en prensa)
- Melpomene
- Microgramma (incl. Drymoglossum), K. Presl
- Micropolypodium  (Ranker et al. 2004)
- Microsorum Link
- Neurodium Fée
- Nevrodium Fée
- Niphidium J. Sm.
- Pecluma M.G. Price
- Phlebodium (R. Br.) J. Sm.
- Phymatosaurus Pichi Sermolli
- Platycerium Desv.
- Pleopeltis Humb. et Bonpl. ex Willd
- Scleroglossum
- Selliguea (incl. Crypsinus, Polypodiopteris)
- Serpocaulon (Smith et al., en prensa)
- Synammia (Schneider et al. 2004a)
- Terpsichore  (, Ranker et al. 2004)
- Zygophlebia

Anteriormente ubicados en Polypodium, ahora en su propio género, se encuentran:
- Caobangia
- Drymotaenium
- Gymnogrammitis
- Kontumia
- Luisma
- Pleurosoriopsis
- Podosorus
- Polypodium

## Filogenia
Introducción teórica en Filogenia
Polypodiaceae sensu stricto, como usualmente es reconocido (por ejemplo por Kramer en Kubitzki 1990), es parafilético, porque excluye a los grammítidos, usualmente segregados como Grammitidaceae (Ranker et al. 2004, Schneider et al. 2004d).
Los límites de los géneros necesitan clarificación.
Polypodiaceae contiene clados enteros enormes neotropicales y clados enteros enormes paleotropicales (Schneider et al. 2004d).
Dentro de Polypodiaceae como aquí definido, se anidan los gramítidos (Ranker et al. 2004, Schneider eta al. 2004d). Tyron y Tyron (1982) y Hennipman (1996) ya habían circunscripto los gramítidos dentro de Polypodiaceae, como hace Smith et al. (2006). Los gramítidos (Grammitidaceae cuando familia) comparten varias sinapomorfías morfológicas: venas libres (mayormente), sin escamas en las láminas, hojas con pelos setiformes y usualmente rojo-amarronados oscuros, pie del esporangio de 1 fila de células de espesor, esporas verdes, trilete, gametófitos como lazos ("ribbon-shaped"). Algunos géneros de grammítidos se sabe que son polifiléticos, otros son muy probablemente monofiléticos.

## Ecología
Pantropicales.
La mayoría epifitas y epipétricas, unas pocas terrestres.

## Caracteres
Con las características de Pteridophyta.
Rizomas de largamente rastreros a cortamente rastreros, dictiostélicos, con escamas. 
Pecíolos con clara abscisión cerca de sus bases (o no, en la mayoría de las grammítidas), dejando filopodios cortos.
Láminas monomórficas o dimórficas, la mayoría simples a pinatifidas a 1-pinadas (poco común otras derivadas). Sin indumento o con indumento de pelos y/o escamas en la lámina. Venas usualmente anastomosándose o reticuladas, a veces con venillas inclusas, o venas libres (en la mayoría de las grammítidas). Indumento variado, de escamas, pelos o glándulas. 
Soros abaxiales (raramente marginales)redondo a oblongo o elíptico, ocasionalmente elongado, o esporangios acrosticoides, a veces profundamente embebidos. Soros sin indusio, a veces cubiertos por escamas caducas cuando son jóvenes (por ejemplo en Lepisorus, Pleopeltis). 
Esporangios con pies usualmente largos, de 1 a 3 filas de células de espesor, frecuentemente con parafisos en los esporangios o en los receptáculos. 
Esporas hialinas a amarillentas, reniformes u monolete (no gramítidas) o globosas-tetraédricas y trilete (gramítidas).Perina variada, usualmente delgada, no fuertemente alada ni cristada.
Número de cromosomas: x = 35, 36, 37 (25 y otros números también fueron registrados).